# 2016 GA277
2016 GA277 est un objet transneptunien faisant partie des objets épars, considéré comme transneptunien extrême.